# Makran (État princier)
1725–1955
Entités précédentes :
- Raj britannique

Entités suivantes :
- Pakistan

Le Makran est un ancien État princier des Indes, aujourd'hui partie de la province du Baloutchistan au Pakistan. Sa capitale était Turbat et il était situé dans extrémité sud-ouest de la province. 
L’État de Makran est créé en 1725 en tant que principauté vassale de l'État de Kalat. Entre 1725 et 1917, ses dirigeants portent le titre de Nazim, puis celui de Nawab à partir de 1922.
Ses souverains acceptent de rejoindre le Pakistan le 18 mars 1948 et l'État est définitivement intégré le 14 octobre 1955 à la province du Baloutchistan, dans un contexte où les autorités pakistanaises répondent avec force à des rébellions séparatistes dans la province. 